# Jomei
Jomei (舒明天皇, Jomei-tennō; 593 – Kudara no Miya, 17 novembre 641) è stato il 34º imperatore del Giappone secondo il tradizionale ordine di successione.

## Biografia
Il suo regno ebbe inizio nel 629  terminando poi nel 641.
Dalla principessa Takara (宝皇女) (poi diventata l'imperatrice Kōgyoku) (594?-661) ebbe:
- Kazuraki (poi diventato l'imperatore Tenji) (626-672)
- Ōama (大海人皇子) (Emperor Temmu)
- Hashihito (間人皇女) (?-665)

Altre sue compagne furono la principessa Tame (田眼皇女), figlia dell'imperatore Bidatsu, Soga no Hote-no-iratsume (蘇我法提郎女), figlia di Soga no Umako e Soga no Tetsuki-no-iratsume(蘇我手杯娘), la figlia di Soga no Emishi